# Aubrives
Auberives ist eine französische Gemeinde mit 984 Einwohnern (Stand: 1. Januar 2022) im Département Ardennes in der Region Grand Est. Sie ist dem Arrondissement Charleville-Mézières und dem Kanton Givet zugeordnet. 

## Geographie
Die Gemeinde liegt im 2011 gegründeten Regionalen Naturpark Ardennen. Aubrives liegt etwa 28 Kilometer nördlich von Charleville-Mézières an der Maas (frz. Meuse). Umgeben wird Auberives von den Nachbargemeinden Doische (Belgien) im Norden und Nordwesten, Foisches im Nordosten, Ham-sur-Meuse im Osten, Hargnies im Süden, Vireux-Wallerand im Westen und Südwesten sowie Hierges im Westen.

## Bevölkerungsentwicklung
| Jahr                      | 1962 | 1968 | 1975 | 1982 | 1990 | 1999 | 2006 | 2013 |
| ------------------------- | ---- | ---- | ---- | ---- | ---- | ---- | ---- | ---- |
| Einwohner                 | 1161 | 1021 | 1104 | 1022 | 1139 | 1026 | 928  | 866  |
| Quelle: Cassini und INSEE |      |      |      |      |      |      |      |      |

## Sehenswürdigkeiten

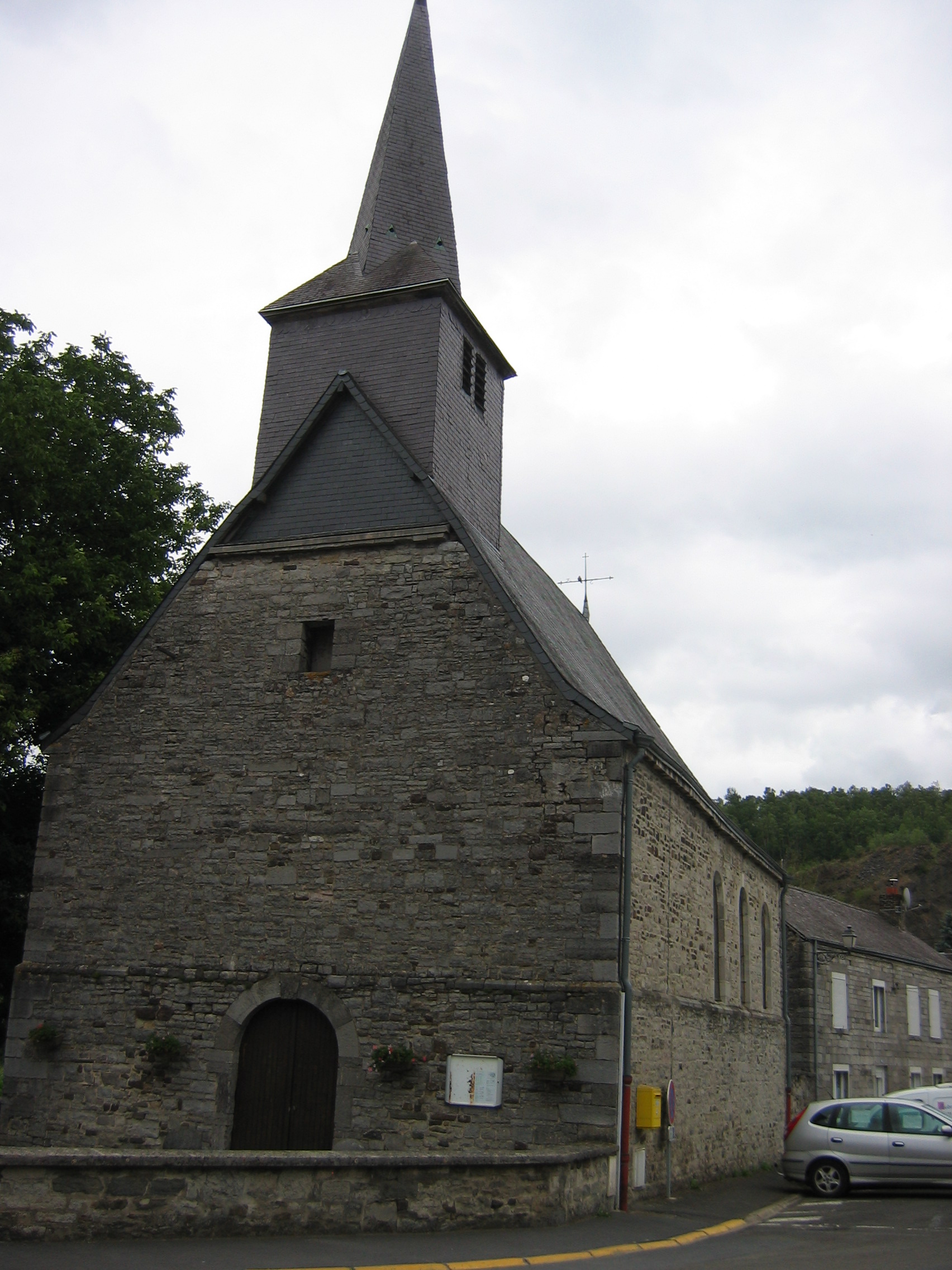
Kirche Saint-Maurice

- Kirche Saint-Maurice